# كلايف والاس
كلايف والاس (بالإنجليزية: Clive Wallace)‏ (6 يناير 1932 في المملكة المتحدة - 1 يناير 2008) هو لاعب كرة قدم بريطاني في مركز مهاجم داخلي. لعب مع دندي يونايتد وستوكبورت كونتي ونادي بوري ونادي دندي ونادي مونتروز لكرة القدم.